# Kamel Akkeb
Kamel Akkeb, né le 11 octobre 1959 à Sétif, est un joueur puis entraîneur algérien de handball.

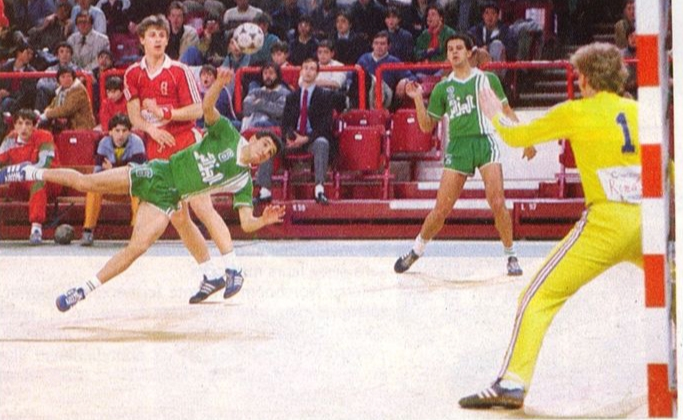
Rencontre face à la sélection de Belgrade à l'occasion du tournoi des capitales en 1986.

## Palmarès de joueur

### En club
Sauf précision, le palmarès est acquis avec le MC Alger
Compétitions internationales
- Vainqueur de la Ligue des champions (1) : en 1983
- Vainqueur de la Coupe d'Afrique des vainqueurs (1) : en 1988
- Vainqueur de la Coupe arabe des clubs (1) : en 1989

Compétitions nationales
- Vainqueur du Championnat d'Algérie (7) : en 1978 avec le Nadit Alger  et 1982, 1984, 1987, 1988, 1989, 1990
- Vainqueur de la Coupe d'Algérie (6) : en 1979 avec le Nadit Alger  et 1982, 1983, 1987, 1989 et 1990

### avec l'Équipe d'Algérie
Championnat d'Afrique des nations
- Vainqueur du Championnat d'Afrique 1983
- Vainqueur du Championnat d'Afrique 1985
- Vainqueur du Championnat d'Afrique 1989

Jeux méditerranéens
- Vainqueur des Jeux méditerranéens de 1987

Championnats du monde
- 16e place au Championnat du monde 1986

## Palmarès d'entraîneur

### En club
Compétitions internationales
- Vainqueur de la Ligue des champions (1) : 1997 avec le MC Alger
- Vainqueur de la Coupe d'Afrique des vainqueurs (5) : 1992, 1993, 1994, 1995, 1997 avec le MC Alger
- Vainqueur de la Supercoupe d'Afrique (5) : 1994, 1995, 1996, 1997 avec le MC Alger
- Vainqueur du Championnat arabe des clubs champions (2) : 2001, 2004 avec l'ÉS Sahel
- Vainqueur de la Coupe arabe des clubs vainqueurs de coupe (2) : 2000, 2001 avec l'ÉS Sahel
- Vainqueur de la Ligue des champions d'Asie (2) : Vainqueur : 2012 avec Al-Rayyan SC , 2013[3] avec El Jaish

Compétitions nationales
- Vainqueur du Championnat d'Algérie  (4) : 1992, 1994, 1995, 1997 avec le MC Alger
- Vainqueur de la Coupe d'Algérie (5) : 1993, 1994, 1995, 1997 avec le MC Alger
- Vainqueur du Championnat de Tunisie (4) : 1999, 2002, 2003 et 2006 avec l'ÉS Sahel
- Vainqueur de la Coupe de Tunisie (3) : 2000, 2009, 2010 avec l'ÉS Sahel
- Vainqueur du Championnat du Qatar (2) : 2012 avec Al-Rayyan SC  et 2014 avec El Jaish
- Vainqueur de la Coupe du Prince du Qatar (1) : 2012 avec Al-Rayyan SC
- Vainqueur de la Coupe de l'Émir du Qatar (1) : 2014 avec El Jaish
- Vainqueur de la Coupe du Golfe des vainqueurs de coupe (1) : 2012[4] avec Al-Rayyan SC
- Finaliste de la Coupe des président des Émirats arabes unis  : 2022

### Avec l'Équipe d'Algérie
- Médaille de bronze au Championnat d'Afrique 1992 ( Côte d'Ivoire)
- Médaille de bronze au championnat d'Afrique 2008 ( Angola)
- 19e place au championnat du monde 2009 ( Croatie)